# Adil Aouchiche
Adil Aouchiche (Le Blanc-Mesnil, Isla de Francia, 15 de julio de 2002) es un futbolista francés que juega en la demarcación de centrocampista para el Aberdeen F. C. de la Scottish Premiership.

## Trayectoria
Tras empezar a formarse como futbolista en el Mitry Mory y Tremblay, tras cinco años se marchó a la disciplina del Paris Saint-Germain F. C., con el que empezó jugando en la sección sub-19 del club. Finalmente hizo su debut con el primer equipo el 30 de agosto de 2019 en la Ligue 1 contra el F. C. Metz, llegando a jugar desde el inicio del partido hasta el minuto 65, momento en el que fue sustituido por Leandro Paredes.
El 20 de julio de 2020, tras no haber renovado su contrato con el equipo parisino, llegó libre al A. S. Saint Étienne firmando un contrato hasta 2023. En algo más de dos años disputó 77 partidos antes de ser traspasado al F. C. Lorient en septiembre de 2022. En este club solo jugó trece encuentros y a los doce meses se marchó a Inglaterra después de fichar por el Sunderland A. F. C. Allí marcó dos goles en 38 encuentros antes de ser cedido en 2025 al Portsmouth F. C. y al Aberdeen F. C.

## Estadísticas

### Clubes
Actualizado al último partido disputado el 16 de abril de 2023.
| Club                              | Div.          | Temporada     | Liga  | Liga  | Copas nacionales | Copas nacionales | Copas internacionales | Copas internacionales | Total | Total |
| Club                              | Div.          | Temporada     | Part. | Goles | Part.            | Goles            | Part.                 | Goles                 | Part. | Goles |
| --------------------------------- | ------------- | ------------- | ----- | ----- | ---------------- | ---------------- | --------------------- | --------------------- | ----- | ----- |
| París Saint-Germain F. C. Francia | 1.ª           | 2019-20       | 1     | 0     | 2                | 1                | 0                     | 0                     | 3     | 1     |
| París Saint-Germain F. C. Francia | Total club    | Total club    | 1     | 0     | 2                | 1                | 0                     | 0                     | 3     | 1     |
| A. S. Saint Étienne Francia       | 1.ª           | 2020-21       | 34    | 2     | 1                | 0                | —                     | —                     | 35    | 2     |
| A. S. Saint Étienne Francia       | 1.ª           | 2021-22       | 37    | 0     | 3                | 0                | —                     | —                     | 40    | 0     |
| A. S. Saint Étienne Francia       | 2.ª           | 2022-23       | 2     | 0     | —                | —                | —                     | —                     | 2     | 0     |
| A. S. Saint Étienne Francia       | Total club    | Total club    | 73    | 2     | 4                | 0                | 0                     | 0                     | 77    | 2     |
| F. C. Lorient II Francia          | 4.ª           | 2022-23       | 1     | 0     | —                | —                | —                     | —                     | 1     | 0     |
| F. C. Lorient II Francia          | Total club    | Total club    | 1     | 0     | 0                | 0                | 0                     | 0                     | 1     | 0     |
| F. C. Lorient Francia             | 1.ª           | 2022-23       | 11    | 0     | 2                | 1                | —                     | —                     | 13    | 1     |
| F. C. Lorient Francia             | Total club    | Total club    | 11    | 0     | 2                | 1                | 0                     | 0                     | 13    | 1     |
| Total carrera                     | Total carrera | Total carrera | 86    | 2     | 8                | 2                | 0                     | 0                     | 94    | 4     |

## Palmarés

### Títulos nacionales
| Título  | Club                      | País    | Año  |
| ------- | ------------------------- | ------- | ---- |
| Ligue 1 | Paris Saint-Germain F. C. | Francia | 2020 |